# Ptilophorus gerstaeckeri
Ptilophorus gerstaeckeri is een keversoort uit de familie waaierkevers (Rhipiphoridae). De wetenschappelijke naam van de soort is voor het eerst geldig gepubliceerd in 1872 door Macleay.